# Krzysztof Nowosielski
Krzysztof Nowosielski – polski ginekolog, onkolog, seksuolog, prof. dr hab. nauk medycznych i nauk o zdrowiu. Kierownik katedry i kliniki Ginekologii i Położnictwa, Ginekologii Onkologicznej Ślaskiego Uniwersytetu Medycznego w Katowicach.
Lekarz kierujący oddziałem  Ginekologii i Położnictwa, Ginekologii Onkologicznej Uniwersyteckiego Centrum Klinicznego im. Prof. K. Gibińskiego Śląskiego  Uniwersytetu Medycznego w Katowicach.

## Życiorys
W 2004 ukończył studia medyczne w Śląskiej Akademii Medycznej w Katowicach. 8 grudnia 2008 obronił pracę doktorską Seksualność a jakość życia kobiet chorujących na cukrzycę, 13 listopada 2014 habilitował się na podstawie pracy zatytułowanej Seksualność kobiet w wybranych jednostkach klinicznych.
Został zatrudniony na stanowisku profesora nadzwyczajnego na Wydziale Fizjoterapii Państwowej Medycznej Wyższej Szkole Zawodowej w Opolu oraz w Wyższej Szkole Medycznej w Sosnowcu.
Jest profesorem uczelni w Uniwersyteckim Centrum Klinicznym im. Prof. K. Gibińskiego Śląskiego  Uniwersytetu Medycznego w Katowicach.
2015–2018 kierownik Oddziału Ginekologii i Położnictwa Śląskiego Instytutu Matki i Noworodka w Chorzowie.
2018–2020 kierownik Oddziału Ginekologii i Ginekologii Onkologicznej Szpitala Powiatowego w Czeladzi.
Od 2020 – kierownik Oddziału Ginekologii, Położnictwa i Ginekologii Onkologicznej w Uniwersyteckim Centrum Klinicznym w Katowicach.